# 1119

## Úmrtí
- 17. ledna – Balduin VII. Flanderský, hrabě flanderský (* 1093)
- 28. ledna – Gelasius II., papež (* cca 1060)
- 13. října – Alan IV. Bretaňský, vévoda bretaňský, účastník první křížové výpravy (* cca 1060)

## Hlavy států
- České knížectví – Bořivoj II.
- Svatá říše římská – Jindřich V.
- Papež – do 28. ledna Gelasius II., od 2. února Kalixtus II.
- Anglické království – Jindřich I. Anglický
- Francouzské království – Ludvík VI. Francouzský
- Polské knížectví – Boleslav III. Křivoústý
- Uherské království – Štěpán II. Uherský
- Byzantská říše – Jan II. Komnenos